# LTT 9779
LTT 9779는 지구로부터 약 260광년에 떨어진 곳에 존재하는 항성 중에 하나이다. 대표적인 초고온해왕성이 되는 외계행성인 LTT 9779 b를 거느리고 있는 항성이다.

## 특징
LTT 9779는 우리 태양계에서 주된 항성인 태양과 똑같은 G형 주계열성에 속하는 항성이다. 거느리고 있는 초고온 해왕성이 되는 LTT 9779 b와 함께 2020년에 새로이 발견된 항성이며 항성의 나이는 20억 살로 태양이 46억 살인 것에 비해서 훨씬 젊은 항성이 된다. 태양보다 금속의 성분인 철이 풍부한 항성이며 온도는 대략 태양과 비슷한 상황일 것으로 추측되는 항성이다. 항성의 크기는 태양과 비슷하고 추후에는 태양과 같은 항성으로 성장할 것으로 보이는 항성이다.

## 같이 보기
- 천문학
- 항성
- 주계열성
- G형 주계열성